# Flipper
Flipper — американський панк-роковий гурт з Сан-Франциско, заснований в 1979 році.

## Історія гурту
До оригінального складу квартету входили Рікі Вільямс (вокал), Тед Фалконі (гітара), Вілл Шаттер (бас-гітара), та Стів Депейс (барабани). Всі вони грали раніше в інших місцевих гуртах — Sleepers, Rad Command та Negative Trend. Автором назви «Flipper» став Рікі Вільямс, але він пробув у гурті лише декілька місяців та пішов через проблеми з наркотиками. Його змінив Брюс «Луз» Калдервуд, який також співав і грав на бас-гітарі. На відміну від інших колективів хардкор-панк-сцени, Flipper виконували хоча і гучну, але значно більш повільну і дисонансну музику, із подвійним вокалом Шаттера та Калдервуда. На сайті AllMusic їхню творчість порівнювали із ранніми The Stooges.
Першими синглами Flipper стали пісні «Sex Bomb» та «Ha Ha Ha». Особливо виділялась перша з них, семихвилинна «Sex Bomb» з монотонним гітарним акомпанементом та єдиною фразою «She's a sex bomb / My baby / Yeah», що, уповільнюючись, повторювалась знову і знову. Попри те, що багато слухачів на концертах зневажливо ставились до виконавців, їм було байдуже. Тексти пісень також відрізнялись від депресивних та критичних панківських закликів; в них знаходилось місце і гуморові, і навіть життєствердним рядкам. В 1982 році на лейблі Subterranean вийшла дебютна платівка Album — Generic Flipper, яка була чудово сприйнята критиками та зробила Flipper одним з найповажніших гуртів американського андеграунду вісімдесятих. Надалі вплив гурту визнавали багато колективів постпанківської та альт-рокової сцени. В 1984 році вийшла друга студійна платівка Gone Fishin', а за нею ще декілька концертних альбомів. В 1987 році Шаттер вмер від передозування наркотиків і гурт розпався.
В 1990 році музиканти зібрались знову, додавши до складу бас-гітариста Джона Доерті, і випустили черговий сингл. Повноцінне повернення Flipper сталося в 1992 році, коли завдяки продюсеру Ріку Рубіну, який був багаторічним шанувальником їхньої творчості, на лейблі Def American вийшов третій студійний альбом American Grafishy. Музиканти були разом до 1993 року, доки Брюс Калдервуд не отримав важку травму в автокатастрофі. Наступного року від передозування вмер вже третій учасник гурту — Джон Доерті.
В середині 2000-х років учасники Flipper зібрались ще раз для виступу на благодійних концертах. У 2005 році до них приєднався знайомий бас-гітарист Бруно Десмартесс, а у 2006 його змінив колишній учасник Nirvana Кріст Новоселіч. Зірковий музикант зізнався, що свого часу і він, і Курт Кобейн були великими шанувальникам Flipper, тому це запрошення для нього — велика честь. Разом із Новоселічем та під керівництвом відомого гранджового продюсера Джека Ендіно у 2009 році були записані студійний альбом Love та «концертник» Fight. Після цього Новоселіча змінила бас-гітаристка Frightwig Рейчел Туле. У 2015 році через проблеми зі спиною внаслідок старої травми Flipper покинув Брюс Калдервуд, і його змінив колишній фронтмен Scratch Acid та The Jesus Lizard Девід Йоу. У 2019 році гурт відзначив своє сорокаріччя, відігравши декілька концертів в Європі.

## Учасники гурту
Оригінальний склад
- Тед Фалконі — гітара (з 1979)
- Вілл Шаттер — бас-гітара, вокал (1979—1987)
- Стів Депейс — барабани (з 1979)
- Брюс «Луз» Калдервуд — бас-гітара, вокал (1979—2015)[4]

Інші учасники
- Рікі «Сліпер» Вільямс — вокал (1979)[5]
- Джон Доерті — бас-гітара (1990—1994)
- Бруно Десмартесс — бас-гітара (2005—2006)
- Кріст Новоселіч — бас-гітара (2006—2009)
- Рейчел Туле — бас-гітара (з 2009)
- Девід Йоу — вокал (з 2015)

## Дискографія
Студійні альбоми
- 1982 — Generic Flipper
- 1984 — Gone Fishin’
- 1993 — American Grafishy
- 2009 — Love

Концертні альбоми
- 1984 — Blow'n Chunks
- 1986 — Public Flipper Limited Live 1980—1985
- 1991 — Nürnberg Fish Trials
- 1997 — Live At CBGB's 1983
- 2009 — Fight

Сингли
- «Love Canal» / «Ha Ha Ha»
- «Sex Bomb» / «Brainwash»
- «Get Away» / «The Old Lady Who Swallowed A Fly»[6]